# Anukabiet
Anukabiet je stará jednotka délky používaná v Thajsku. Její hodnota činí 2,604 mm.